# CNCO
I CNCO sono una boy band statunitense di musica latino-americana formatasi il 13 dicembre 2015, dopo aver vinto la prima edizione del talent show La Banda, creato da Simon Cowell e prodotto da Ricky Martin. Il gruppo è andato in tournée con Martin e i singoli Tan fácil e Quisiera hanno avuto successo immediatamente dopo il loro debutto. La band ha pubblicato il primo album Primera cita il 26 agosto 2016, accompagnato dal singolo di fama internazionale Reggaetón lento (Bailemos). Il secondo album eponimo è uscito il 6 aprile 2018, a cui ha fatto seguito l'EP  Que quiénes somos, reso disponibile l'11 ottobre 2019.
Il 21 luglio 2022, durante un'esibizione ai Premios Juventud, viene annunciato lo scioglimento del gruppo.

## Storia

### 2015:La Banda e"Devuélveme Mi Corazón"
La boy band è composta dai vincitori di La Banda, un talent show che fu trasmesso in onda per la prima volta su Univision durante il mese di settembre dell'anno 2015. La boyband è stata formata il giorno della finale del programma, il 13 dicembre, durante la quale il gruppo ricevette il nome, il quale allude alla parola spagnola "Cinco" (cinque) ed è pronunciato in inglese "C-N-C-O". I membri della band si sono esibiti nel programma con altri ragazzi dell'America Latina e degli Stati Uniti davanti ai tre giudici: Alejandro Sanz, Laura Pausini e Ricky Martin. I ragazzi hanno vinto un contratto di cinque anni con la Sony Music Latin e il rapper Wisin ha prodotto il loro primo album, mentre Ricky Martin è diventato il loro manager.
La band si è esibita con la canzone Devuélveme Mi Corazòn" nella finale. I ragazzi hanno cantato la stessa canzone a Times Square durante la celebrazione del Feliz 2016 di Univision.

### 2016: Ricky Martin One World Tour ePrimera cita

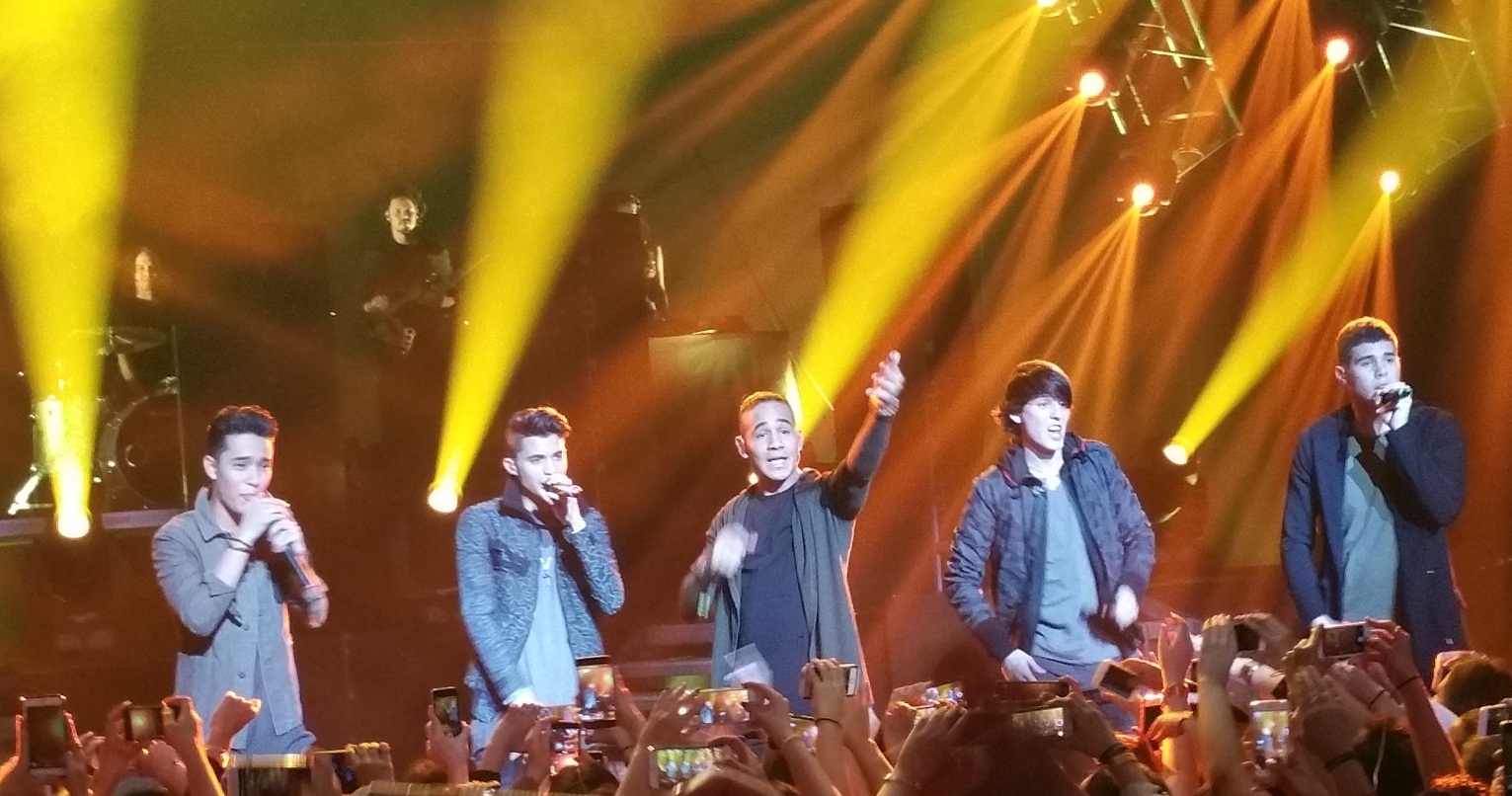
I CNCO al loro primo concerto a Miami Beach, il 30 gennaio 2016.

Hanno pubblicato il loro primo singolo "Tan facil" il 29 gennaio 2016 e la canzone ha debuttato al posto n 25 nella classifica "Latin Rhythm Airplay" di Billboard; è stata n 23 nella classifica "Hot Latin Songs" e n 1 nella classifica "Latin Airplay".I CNCO hanno avuto il loro primo concerto il 30 gennaio 2016 al The Fillmore Miami Beach.
Il 12 febbraio hanno iniziato il "One World Tour" con Ricky Martin e sono stati a Hollywood, in Florida, in Porto Rico, in Cile e in Argentina.
Il 13 maggio hanno pubblicato il secondo singolo "Quisiera", il quale è stato n 29 nella "Hot latin songs" di Billboard e il video musicale di tale canzone è stato pubblicato il 3 giugno. Sempre a maggio i CNCO hanno cantato l'inno nazionale statunitense nello stadio degli Yankee.
Il 13 luglio la band ha vinto cinque premi e il 26 agosto i ragazzi hanno pubblicato il loro album di debutto chiamato Primera cita, il quale fu al primo posto in molti paesi dell'America Latina.
Successivamente pubblicarono altri singoli, tra cui Reggaetón lento (Bailemos), la quale canzone rese i CNCO un fenomeno internazionale, mentre il video musicale della stessa canzone oggi conta più di 1.500.000.000 visualizzazioni su YouTube

### 2017-2018: Más Allá Tour,CNCO
Dopo l'enorme successo di Reggaetón lento (Bailemos) i CNCO annunciarono il loro primo tour, il quale inizia il 26 febbraio 2017 a Cochabamba, in Bolivia.
Il tour include 15 paesi, tra cui 40 concerti in America Latina e in Europa.
Il 4 aprile 2017 i ragazzi pubblicarono Hey DJ, primo singolo del secondo album della band.
Durante l'estate i CNCO apriranno i concerti di Enrique Iglesias e Pitbull durante il tour negli Stati Uniti e in Canada.
Il 9 luglio 2017 la band apre il concerto di Ariana Grande in Costa Rica per il suo Dangerous Woman Tour.
Nell'autunno del 2017 la band si esibì per la prima volta in Europa, con molte date anche in Italia: il 24 ottobre a Milano e il 25 a Padova e nel 2019 sempre in Italia il 7 marzo a Milano e il 9 marzo a Napoli per il CNCO world tour.
Il 6 aprile 2018 la band ha pubblicato il secondo album CNCO e il videoclip di uno dei singoli estratti dal progetto, Solo Yo. Hanno fatto seguito il lancio di un ulteriore singolo, Se Vuelve Loca, e di un remix di Hey DJ in collaborazione con Meghan Trainor e Sean Paul. Sempre nel 2018 hanno collaborato con Prince Royce nel brano Llegaste Tú. Dopo la conclusione della promozione dell'album, il gruppo è passato sotto il controllo di un altro management, il Walter Kolm Entertainment; precedentemente i ragazzi erano gestiti da Ricky Martin.

### 2019-2021:Que Quiénes Somose nuovo album
Il 15 febbraio 2019 pubblicarono il brano Pretend, loro prima pubblicazione in spanglish. Seguì la pubblicazione di svariati altri singoli nel corso dell'anno fra brani di lead artist e collaborazioni con altri artisti, tra cui Abraham Mateo, PrettyMuch e Celia Cruz. Uno di questi singoli, De Cero, fu cantato dal gruppo durante gli MTV Video Music Awards 2019. Il gruppo ha poi pubblicato l'EP Que Quiénes Somos l'11 novembre 2019. Nel gennaio 2020 il gruppo ha annunciato il tour Press Start, che avrebbe dovuto iniziare a fine maggio ma è stato successivamente messo in stand by a causa della pandemia da COVID-19. Sempre nel 2020 hanno pubblicato i singoli Honey Boo con Natti Natasha, Beso, Tan Enamorados, Mis ojos lloran por ti e Hero per poi annunciare la pubblicazione dell'album di cover Deja Vu.
A Maggio 2021 sulle loro reti sociali viene annunciato il ritiro di Joel Pimentel.

### 2022-presente: quarto album in studioXOXO,4 EvereÚltima Cita Tour
Il 13 gennaio 2022, la band ha pubblicato "Party, Humo & Alcohol", la loro seconda canzone in quattro, che ha raccolto più di dieci milioni di visualizzazioni su YouTube ed e il loro primo brano con il genere Synthpop. Il 3 febbraio, è stato annunciato che il gruppo avrebbe fatto il suo debutto come attori in una miniserie musicale di prossima uscita su Disney+ intitolata 4 Ever, originariamente prevista per l'uscita nell'autunno dello stesso anno, ma che alla fine è uscita l'11 ottobre 2023. [80] L'8 aprile la band pubblicò il singolo "La Equivocada". Il 13 maggio sono apparsi su "Teteo" con Maffio e Kiko el Crazy e sono apparsi su "Suelta, Sola y Tranquila (Remix)" con Fabro e MYA, uscito il 17 giugno. I CNCO hanno pubblicato "No Apagues la Luz" e "La Equivocada (Versión Tumbao)" con Adriel Favela il 23 giugno.
Il 20 luglio, la boyband ha pubblicato il singolo "Plutón" con la cantante messicana Kenia Os, insieme al video musicale. Più tardi quel mese, hanno eseguito la canzone al Premios Juventud, con l'assenza all'ultimo minuto di Kenia Os a causa della sua positività al COVID-19. Mentre ritirava il premio per "Miglior Fandom" durante la cerimonia, il gruppo annunciò che si sarebbe sciolto tra un anno e mezzo dalla data attuale. Il 24 agosto pubblicarono il singolo "Miami" con Beele. Il loro ultimo album XOXO è uscito il 26 agosto. Hanno collaborato con il cantante venezuelano Nacho alla canzone "Ferrari", pubblicata il 30 settembre. Il 25 novembre sono apparsi nella canzone "MUSIKITA" con il cantante Reggi El Autentico. Il cantante Alejo ha pubblicato il singolo "Estrella" con il gruppo l'8 dicembre. La boyband ha pubblicato la canzone "Ay Dios" il 16 dello stesso mese.
La loro prima canzone del 2023 è stata "Diferente" con il produttore musicale e DJ Steve Aoki, pubblicata il 3 febbraio come singolo dal suo album HiROQUEST: Double Helix. Seguì "Borrachita" con Symon Dice, uscito il 9 dello stesso mese. Il 16 pubblicarono il singolo "Extraños" con Gera Demara. Il 6 marzo 2023, i CNCO hanno fatto un annuncio attraverso le sue piattaforme di social media. Hanno rivelato il "CNCO Farewell Tour" con il nome "Última Cita Tour 2023" un richiamo al loro primo album,  hanno condiviso le prime date del tour, che includerà paesi come Stati Uniti, Colombia, Perù ed Ecuador. L'ultimo singolo della boyband come unici artisti nel brano è stato "La Ultima Canción", uscito il 3 maggio 2023. Il tuo iniziò a La Paz, in Bolivia, il 9 maggio, 2023. Nove giorni dopo, pubblicarono "Tú Me Elevas" con il cantante Aron Luix.
Il 5 luglio pubblicarono il primo singolo dalla colonna sonora della loro serie Disney+ 4Ever, intitolato "Para Siempre". Il 20 luglio, il duo venezuelano Mau y Ricky ha pubblicato il suo album Desgenerados Mixtape, che conteneva il brano "Vivir Sin Ti", con i CNCO, una collaborazione molto attesa dai fan. L'8 ottobre, la band pubblicò il secondo singolo dalla colonna sonora della serie tv, intitolato "Fuego", insieme a un video musicale. L'11 ottobre, la loro serie 4Ever è stata presentata in anteprima su Disney+.
Il 17 novembre 2023, la band ha tenuto il suo ultimo spettacolo a Porto Rico, a cui hanno partecipato le loro famiglie. Ciò è stato seguito dal loro scioglimento come band.

## Formazione
Ultima
- Christopher Velez, originario dell'Ecuador si è trasferito a Hightstown, nel New Jersey cercando una vita migliore per la sua famiglia, la quale egli sperava di poter raggiungere negli Stati Uniti. Per mantenersi, Christopher puliva le scarpe. È il più grande del gruppo (23.11.1995).
- Richard Camacho, originario della Repubblica Dominicana, si è trasferito a Miami. Suo padre è un cameraman, mentre suo fratello è un cantante e sua madre una ballerina di zumba. Richard scrive canzoni e balla da quando era piccolo. Nell'agosto 2016 è nata sua figlia, Aaliyah Sofia Camacho.
- Erick Brian Colon, originario di Cuba trasferitosi a Tampa (Florida) insieme a sua madre e a sua sorella tre anni prima di entrare nella band. È il più piccolo del gruppo (3.01.2001).
- Zabdiel De Jesùs, portoricano, ha iniziato a cantare all'età di 12 anni con il coro della chiesa.

Ex componenti
- Joel Pimentel (2015-21), originario del Messico, grazie a suo nonno ha iniziato a cantare e a recitare a teatro. È nato negli Stati Uniti e vi ha passato la maggior parte della sua vita. Il 9 maggio 2021 annuncia sui social la separazione dai CNCO per continuare la sua carriera da solista.

## Discografia

### Album in studio
- 2016 – Primera cita
- 2018 – CNCO
- 2021 – Déjà vu

### Album dal vivo
- 2021 – Déjà vu live

### EP
- 2019 – Que quiénes somos

## Premi e riconoscimenti
| Year | Award                      | Category                          | Nominated work | Result          | Ref.   |
| ---- | -------------------------- | --------------------------------- | -------------- | --------------- | ------ |
| 2016 | Premios Juventud           | Voz del Momento                   | Themselves     | Candidato/a     | [ 3 ]  |
| 2016 | Premios Juventud           | Mi Artista Pop Rock               | Themselves     | Vincitore/trice | [ 3 ]  |
| 2016 | Premios Juventud           | Producers Choice Award            | Themselves     | Vincitore/trice | [ 3 ]  |
| 2016 | Premios Juventud           | Mi Tuitero Favorito               | Themselves     | Vincitore/trice | [ 3 ]  |
| 2016 | Premios Juventud           | La Mas Pegajosa                   | "Tan Fácil"    | Vincitore/trice | [ 3 ]  |
| 2016 | Premios Juventud           | Mi "Fan Army" Favorito            | CNCOwners      | Candidato/a     | [ 3 ]  |
| 2016 | Latin American Music Award | Favorite Pop/Rock New Artist      | Themselves     | Vincitore/trice | [ 10 ] |
| 2016 | Latin American Music Award | Favorite Pop/Rock Duo or Group    | Themselves     | Vincitore/trice | [ 10 ] |
| 2016 | Latin American Music Award | Xfinitiy New Artist of the Year   | Themselves     | Vincitore/trice | [ 10 ] |
| 2017 | Premio Lo Nuestro          | Pop/Rock Song of the Year         | "Tan Fácil"    | Vincitore/trice | [ 11 ] |
| 2017 | Premio Lo Nuestro          | Pop/Rock Album of the Year        | Primera cita   | Vincitore/trice | [ 11 ] |
| 2017 | Premio Lo Nuestro          | Pop/Rock Group or Duo of the Year | Themselves     | Vincitore/trice | [ 11 ] |
| 2017 | iHeartRadio Music Awards   | Best New Latin Artist             | Themselves     | Vincitore/trice | [ 12 ] |
| 2017 | iHeartRadio Music Awards   | Best New Artist                   | Themselves     | Candidato/a     | [ 12 ] |